# Александерплац
Алекса́ндерплац (нем. Alexanderplatz — «Александровская площадь», или просто — Алекс нем. Alex) — центральная площадь Берлина, важный транспортный узел и достопримечательность германской столицы. Пешеходная площадь имеет правильную прямоугольную форму и находится в историческом квартале Кёнигсштадт в районе Митте. Берлинцы часто называют площадь просто «Алекс». Ежедневно площадь принимает более 360 тыс. человек. Вокзал Александерплац обслуживает региональные поезда и городскую электричку. Под площадью находятся одноимённые станции Берлинского метрополитена.
С 1701 года площадь официально называлась «Площадь Королевских Ворот» (нем. устар. Königs Tor Platz). В честь посещения российского императора Александра I осенью 1805 года указом прусского короля Фридриха Вильгельма III площадь получила своё сегодняшнее имя. В связи с быстрым ростом населения в процессе индустриализации площадь приобрела популярность среди бедных людей. На площади сохранились и довоенные постройки: Александер-хаус и Беролина-хаус.
В послевоенный период, во времена ГДР, в 1966—1970 гг. площадь была застроена новыми зданиями, увеличился и её размер в направлении центра восточного Берлина. Здесь появилась высотная гостиница Park Inn by Radisson Berlin Alexanderplatz (125 метров), огромный магазин, Дом учителя и, позднее, телевизионная башня. Об архитектуре бывшей ГДР напоминают большие вращающиеся часы, благодаря которым можно определить время во многих странах мира, и фонтан, который раньше назывался «Дружба народов».
Долгосрочными планами реконструкции Александерплаца предусматривается снос отеля Park Inn и возведение в ансамбле площади нескольких высотных зданий, в том числе жилого высотного дома Alexander Tower, получившего разрешение на строительство в марте 2018 года.